# Robert Soro
Pour les articles homonymes, voir Soro.
Pas d'image ? Cliquez ici

a Compétitions nationales et continentales officielles uniquement.

b Matchs officiels uniquement.
Robert Soro surnommé Le Lion de Swansea, né le 28 novembre 1922 à Odos et mort le 28 avril 2013 à Guchen, est un joueur français de rugby à XV évoluant au poste de deuxième ligne. Il joue l'essentiel de sa carrière en club avec le FC Lourdes et connaît 21 sélections en équipe de France entre 1945 et 1949.

## Biographie
Tout comme son grand ami Alban Moga du CA Bègles, également deuxième ligne à ses côtés en équipe de France après-guerre, Robert Soro est originaire de la province espagnole de Huesca. Il débute au Stadoceste tarbais en juniors juste avant-guerre, puis signe au FC Lourdes alors qu'il peut devenir joueur de football américain, à la suite de propositions faites aux États-Unis. Avec le club lourdais, il dispute la finale du Championnat de France en 1945, perdue contre le SU Agen sur le score de 7 à 3. En 1946 il ne joue que les demi-finales, s'étant fracturé l'avant-bras 15 jours auparavant, face aux Kiwis. En 1946, il quitte le club lourdais sur un coup de tête et part jouer avec l'US Romans Péage où il finit sa carrière. Avec le club romanais, Soro atteint par deux fois les demi-finales du championnat de France en 1954 et 1955. À sa retraite sportive, il revient dans son pays natal pour tenir un magasin de tabac-papeterie à Arreau.
Il connaît sa première sélection en équipe de France le 1er janvier 1945 contre l'équipe de l'armée britannique. Le 7 février 1948, il dispute un match héroïque face aux Gallois sur le terrain enneigé et couvert de paille de Saint Helen's, participant ainsi à la première victoire française au pays de Galles sur le score de 11 à 3. C'est à cette occasion que la presse britannique lui donne le surnom de Lion de Swansea en raison de sa très bonne prestation. En 1949, il prend part à la 1re tournée française en Argentine et c'est à cette occasion qu'il dispute son dernier match avec l'équipe de France. Son départ de l'équipe de France en 1950 fait suite à des insinuations de professionnalisme, plus qu'à une baisse réelle de rendements sportifs.

## Palmarès
Avec le FC Lourdes
- Championnat de France de première division :
  - Vice-champion (1) : 1945

Avec l'US Romans Péage
- Challenge de l'Espérance :
  - Vainqueur (1) : 1956

## Statistiques en équipe nationale
- 21 sélections
- 6 points (2 essais)
- Sélections par année : 3 en 1945, 3 en 1946, 4 en 1947, 5 en 1948, 6 en 1949
- Tournois des Cinq Nations disputés : 1947, 1948 et 1949